# Vesta
Den här artikeln handlar om gudinnan, för andra betydelser se Vesta (olika betydelser)

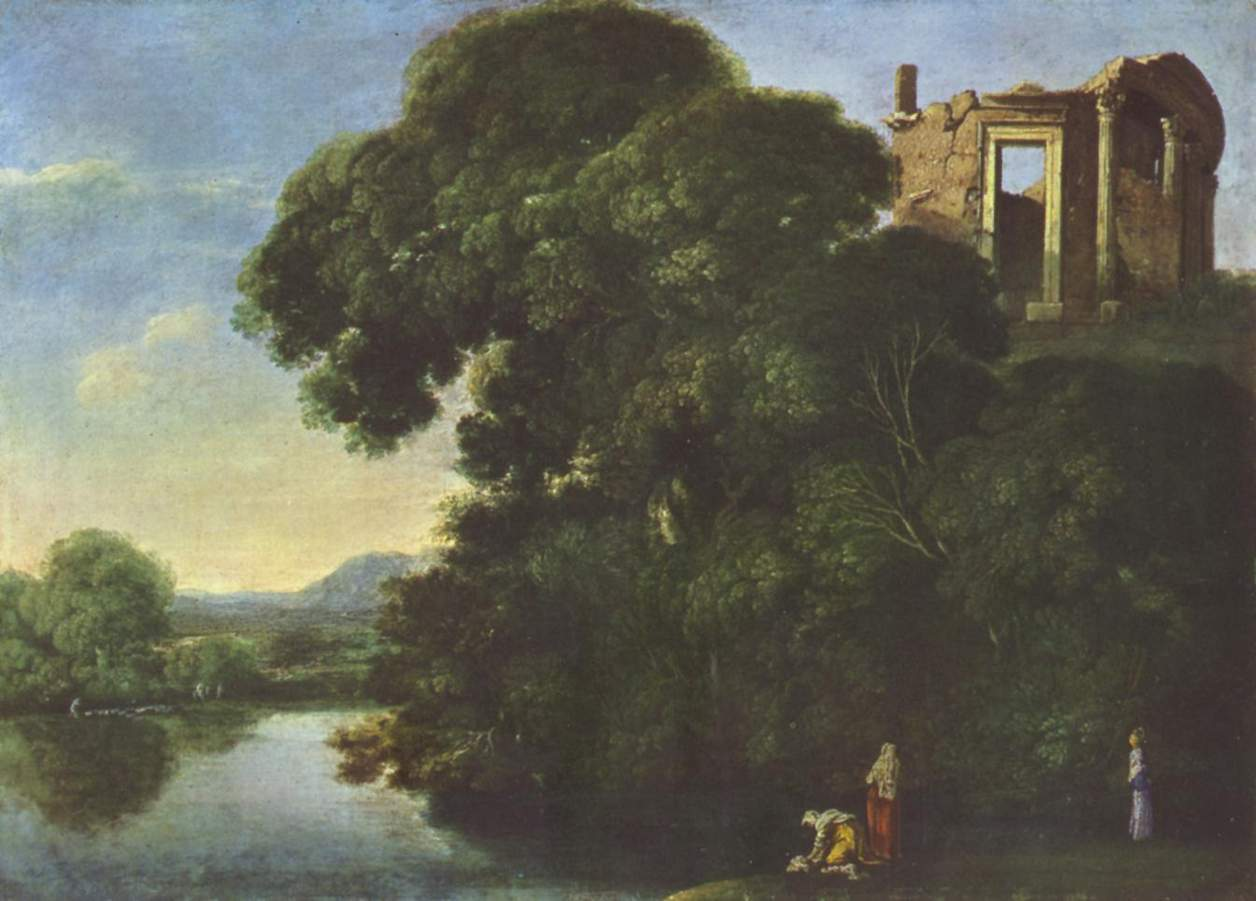
Landskap med Vestas tempel i Tivoli, Italien.

Vesta var i romersk mytologi eldens och den husliga härdens gudinna vars eld aldrig fick slockna. Hon är motsvarigheten till grekernas Hestia.
Vesta förknippades både med hemmets härd och med de lågor som utgjorde talismaner i templen. Dessa senare eldar vårdades av kyska prästinnor – vestaler – som var viktiga i Roms ceremoniella liv. På Forum Romanum i Rom finns lämningar efter Vestatemplet, som har antagits vara byggt till hennes ära av Numa Pompilius.